# سیارک ۳۴۶۹۶
سیارک ۳۴۶۹۶ (به انگلیسی: 34696 Risoldi، نامگذاری:2001OV12) سی و چهار هزار و ششصد و نود و ششمین سیارک کشف شده‌است که در ۲۱ ژوئیه ۲۰۰۱ کشف شد.